# Joachim Grzega
Joachim Grzega (pronunciado /yoajím kshéga/; 9 de septiembre de 1971 (53 años), Treuchtlingen) es un lingüista alemán.

## Biografía
Estudió filología inglesa, romance, alemana;  enseñando en las Universidades Eichstätt, Salt Lake, Paris Sorbonne, Graz; y desde 1998 lingüista en Eichstätt. En 2001 obtiene el doctorado (dr. phil.), y en 2004 la habilitación. Profesor en Münster, Bayreuth, Eichstätt y Erfurt, Schwer.
Sus competencias: didáctica de la comunicación, comunicación intercultural, euro lingüística, lingüística para la sociedad, didáctica universitaria, desde el 2004 realiza training y talleres avanzados de didáctica universitaria.
El énfasis de Grzega es la Onomasiología, euro lingüística, comunicación intercultural, didáctica del inglés como Lingua franca, didáctica de los idiomas

## Publicaciones
- Sinatra, Henry und andere moderne Enzyklopädisten. Synchron und diachron vergleichende Anmerkungen zur Eigen- und Fremdbenennung von Wikipedia-Autoren. en Linguistik online, 2010

- Hello World, vol. 1: Teacher Handbook Basic Global English (BGE) for First-Year Learners of Age Group 7-10, vol. 2: Learner Materials Basic Global English (BGE) for First-Year Learners of Age Group 7-10, Eichstätt: ASEcoLi 2009

- How to Become the Perfect Intercultural Professor: Tricks and Bricks for Intercultural Academic Teaching in English (and Other Languages), Eichstätt: ASEcoLi 2009

- Tickets to Basic Global English - Englisch in 111 Tagen, Eichstätt: ASEcoLi 2009

- con M Schöner 2008. The didactic model LdL (Lernen durch Lehren) as a way of preparing students for communication in a knowledge society Journal of Education for Teaching International research and pedagogy

- English and General Historical Lexicology: Materials for Onomasiology Seminars, Eichstätt: Universität 2008. (mit Marion Schöner) (PDF 499 kB)

- EuroLinguistischer Parcours: Kernwissen zur europäischen Sprachkultur, Frankfurt: IKO 2006, ISBN 3-88939-796-4 (rezensiert von Norbert Reiter hier und von Uwe Hinrichs hier; englische Inhaltsangabe aquí)

- Bezeichnungswandel: Wie, Warum, Wozu? Ein Beitrag zur englischen und allgemeinen Onomasiologie, Heidelberg: invierno 2004, ISBN 3-8253-5016-9 (rezensiert in der Zeitschrift für Dialektologie und Linguistik 1/2007)

- Lernen durch Lehren (LdL) in technischen und anderen Fächern an Fachhochschulen: Ein Kochbuch, Didaktiknachrichten (DiNa) 11/2007: 1-17. (con Franz Waldherr)

- Lernen durch Lehren und Forschen: Bildungs-, lehr- und lernökonomische Hinweise und Materialien, 2005, online (PDF)

- LdL in universitären Kursen: Ein hochschuldidaktischer Weg zur Vorbereitung auf die Wissensgesellschaft, 2003, online (PDF)